# Russell Okung
Russell Okung (oʊˈkʊŋ; * 7. Oktober 1987) ist ein ehemaliger US-amerikanischer American-Football-Spieler auf der Position des Offensive Tackles. 2010 wurde er von den Seattle Seahawks in der ersten Runde gedraftet und war für sie bis 2015 aktiv. Anschließend stand er bei den Denver Broncos, den Los Angeles Chargers und den Carolina Panthers in der National Football League (NFL) unter Vertrag.

## NFL

### Draft
Okung galt als einer der besten Offensive Tackles im NFL Draft 2010. Gil Brandt von NFL.com vermutete, dass Okung „Starter werden und viele Jahre spielen wird“, während sein Kollege Bucky Brooks Okung sogar zum Anwärter auf den gesamtersten Pick erklärte. Als Interessenten galten die Kansas City Chiefs und die  Washington Redskins.
Letztendlich wurde Okung als Gesamtsechster von den Seattle Seahawks ausgewählt.

### Seattle Seahawks
Am 6. August 2010 unterschrieb Okung einen Sechsjahresvertrag bei den Seahawks über 48 Millionen US-Dollar. In der Saison 2010 spielte er in zehn Spielen, in den übrigen sechs Spielen war er verletzt.
2011 spielte er in den ersten zwölf Spielen, bevor er aufgrund einer Verletzung die restliche Saison verpasste.
In der folgenden Saison spielte er in jedem Spiel und wurde auch für den Pro Bowl ausgewählt.
2013 spielte er in acht Spielen der Regular Season und in allen Play-off-Spielen, darunter auch dem Super Bowl XLVIII, welchen er mit den Seahawks gewann. 2014 spielte er in 14 Regular-Season-Spielen und zog mit den Seahawks erneut in den Super Bowl ein, wo sie allerdings gegen die New England Patriots verloren. Am Ende der Saison 2015 lief sein Vertrag bei den Seahawks aus.

### Denver Broncos
Am 17. März 2016 unterschrieb er einen Fünfjahresvertrag bei den Denver Broncos über 53 Millionen Dollar, davon die letzten vier Jahre nur als Teamoption. Nach Ende der Saison zogen die Broncos diese Option nicht, wodurch er zum Free Agent wurde.

### Los Angeles Chargers
Am 9. März 2017 verpflichteten ihn die Los Angeles Chargers. Er unterschrieb einen Vertrag über vier Jahre und 53 Millionen Dollar. Nach einer erfolgreichen Saison 2017 wurde er zum zweiten Mal in den Pro Bowl gewählt.

### Carolina Panthers
Am 4. März 2020 einigten sich die Chargers mit den Carolina Panthers auf einen Spielertausch von Okung gegen den Guard Trai Turner. Die letzten drei Spiele der Saison 2020 verpasste er verletzungsbedingt. Nachdem er 2021 und 2022 nicht gespielt hatte, gab Okung im Juni 2023 sein Karriereende bekannt.